# Кола-амфибия
Кола̀ – амфѝбия (или просто амфибия) е превозно средство, което може да се движи както на суша, така и над (или под) вода. Към този вид превозни средства могат да спадат специални разновидности на коли, автобуси, велосипеди, камиони, военни машини, ховъркрафти и други.

## Технически спецификации
От гледна точка на използваната технология за придвижване, можем да разделим амфибиите на два вида: тези, които използват въздушна възглавница (Ховъркрафти) и всички останали дизайни. Болшинството от последните използват дизайни, вдъхновени от идеята за разширяване на способностите на дадено наземно превозно средство. Това включва не само способността да се придвижва във вода, но също така в екстремни условия като на лед, в блато, в кал и др. Това обяснява защо не малка част от дизайните имплементират употребата на вериги вместо колела.
Повечето наземни превозни средства, дори да не са бронирани, могат да се превърнат в амфибии чрез инсталирането на водоустойчив корпус и средство за придвижване във вода, като например витло или перка. Това е възможно, тъй като голяма част от превозните средства имат по-голяма водоизместимост, отколкото тегло и това им позволява да плават. Някои от бронираните превозни средства, обаче, притежават по-голямо тегло, отколкото вместимост и биха имали нужда от допълнителни приспособления за да могат да се превърнат в амфибии.
За придвижване във водата някои от амфибиите просто използват колелата или веригите си, докато други се придвижват по-ефективно чрез допълнителни витла, мотори и др. Болшинството от амфибии функционират като са потопени през цялото време под водата и част от корпуса им е над водата, но някои модели успешно постигат издигане над водата при висока скорост на принципа на моторните лодки, чрез което постигнат по-високи скорости.

## История
Сведения за разработване на амфибии има още през втората половина на 18 век. Първата документирана амфибия, обаче, е създадена през 1805 от американския изобретател Оливър Еванс. Тя е задвижвана от пара и върви на колела. Няма обаче ясни доказателства, които да потвърдят, че е успяла да се движи и на суша, и по вода.
През 1849 година, изобретателят Гайл Бордън проектира и тества конструкция, наподобяваща каруца, задвижвана с платна, която обаче успява да премине само около 15 метра преди да потъне.
През 70-те години на 18 век, дърводобивни компании в Източна Канада и Северна Америка разработват амфибия, задвижвана с пара, наречена „Алигатор“, която се оказва успешна и се ползва за прекосяване на реки и езера.
До 20-те години на 20 век всички опити за обединяване на лодка и автомобил се състоят в добавянето на ос и колела на корпус от лодка или сглобяването на шаси на кола с корпус от лодка. Едно от най-успешните такива изобретения е разработено от Т. Ричмонд (САЩ) през 1905 и представлява триколка, захранвана от бензинов двигател. Единичен волан отпред управлява конструкцията, докато трицилиндровият ѝ двигател задвижва задните колела. За да могат да придвижват конструкцията под водата, задните колела имат добавени перки към спиците.
След 20-те години са създадени много различни дизайни за амфибии за най-различни цели, като например експедиции, военни дейности, спасителни операции и др. При някои от дизайните възможността за движение и на суша, и по вода е най-важната функционалност, докато при други е само допълнение към земно или водно превозно средство. Дизайнът, който успява да включи всички необходими свойства, необходими за създаването на превозно средство за всякакъв терен, е на Питър Прел от Ню Джърси. За разлика от всички други дизайни, неговата амфибия би могла да оперира не само в реки и езера, но и в морето, както и не изисква твърда земя, за да влиза и излиза от водата. Този дизайн комбинира подобен на лодка корпус и вериги, наподобяващи танк.
Компанията Амфибии Гибс разработва нов вид амфибия, която може да се движи с висока скорост и на суша, и във вода. Превозното средство използва патентована хидравлична система, която прибира колелата и позволява амфибията да се движи над водата. Тази транзиция между вода и суша се извършва за около 5 секунди. Първата амфибия Гибс, наречена Куадски, е разработена през 2012 година и пусната на пазара януари месец 2013 година. Междувременно френската компания Iguana Yachts, създадена 2008 година, разработва революционна патентована технология – амфибийни моторни лодки с вериги за всякакъв терен.
През 2010 година компанията WaterCar поставя световен рекорд за най-бърза амфибия с прототипното си превозно средство, наречено „Питон“, което достига максимална скорост 204 километра в час на суша и 96 км/ч във вода. След този успех, компанията пуска на пазара първата си официална амфибия, наречена „Пантера“. Тя може да достигне 129 км/ч на суша и 71 км/ч във вода като може да направи транзицията между вода и суша за под 15 секунди.

## Амфибии на колела

### Велосипеди
Велосипед – амфибия е превозно средство, задвижвано от човешка сила, което може да се движи и на суша, и във вода. Saidullah’s Bicycle използва четири плувки (съдове, пълен с въздух, които могат да са с различна форма, размери и материал на изработка) пълни с въздух за да плава, а чрез перки от вентилатор, закрепени на спиците на колелата, успява да се движи във вода. Moraga’s Cyclo Amphibious използва най-обикновена рамка от триколка за да поддържа 3 плувки, чрез които да плава. За движение под вода използва специално закачени крила на гумите.
SBK Engineering изобретяват колелото – ракета, което представлява 2 продълговати плувки пълни с въздух, които се закрепят от двете страни на обикновен велосипед. Благодарение на тях, велосипедът може да плава. Това изобретение е изключително удобно, тъй като двете надуваеми плувки, след като им се изпусне въздухът, се побират без проблем в раницата на велосипедиста, когато не ги ползва за плаване.

### Коли
Има информация, че първите коли амфибии са били създадени около 1900 година, а Втората световна война дава силен тласък в тяхната разработка. Две от най-съществените такива са създадени именно през Втората световна война. Най-известната амфибия по това време е немската Schwimmwagen, малко превозно средство, наподобяващо 4x4 джип, което е разработено от марката Порше през 1942 г. Амфибията използва за модел автомобила на Фолксваген, Kübelwagen. Компанията Форд разработва амфибния джип Ford GPA, още известен като „Seep“ (морски джип). По-късно през 50-те години на 20. век, австралиецът Бен Карлин използва модифицирана версия на тази амфибия, за да направи околосветско пътешествие, ставайки единственият човек, който успява да обиколи света с амфибия.
Една от най-успешните амфибии, разработена след войните, е немският Amphi-Ranger, който използва корпус, направен от водоустойчив алуминиев материал. Проектът се оказва напълно функционален, само че разходите за създаването на този вид амфибия се оказват твърде високи. Затова само около 100 бройки биват разработени. Хората, които успяват да се сдобият с такава, разказват, че са изключително доволни от качеството на амфибията и от функционалността ѝ.
Най-успешната потребителска амфибия е разработената през 60-те години на 20.век и носи името Amphicar. Създадени са над 4000 амфибии от този модел. Друга успешна серия амфибии са амфибиите Гибс. Както беше разгледано в предишната точка, те са известни с високата скорост, която могат да развият.
Други успешни амфибии – коли са WaterCar, US Hydra Spyder и Spira4u.

### Камиони
DUKW е най-успешният амфибен камион през Втората световна война, като от него се произвеждат над 20 000 бройки. Този 9,4-метров 6x6 камион се използва за снабдяване на плажните фронтове със суровини. Той е разработен от компанията за яхти Sparmman & Stephens. Междувременно, немците произвеждат амфибния камион Landwasserschlepper. След войната Съветският съюз разработва камионите GAZ 46, BAV 485 и PTS.
През войната във Виетнам, американската армия използва амфибните камиони Gama Goat и M520 Goer за да пренасят суровини през каналите и оризовите полета на югоизгточна Азия. Моделът M520 Goer бързо натрупва репутация като камионът, който може да достигне до места, до които другите камиони не могат.
Други амфибни камиони, които ползва САЩ са LARC-V и огромният LARC-LX, който може да пренася до 60 тона товар. Британската армия използва амфибния 6x6 камион Alvis Stalwart за пренасяне на товар.

### Лодки
През последните години биват разработени няколко модела за лодки – амфибии. Една от най-известните компании в този бранш е Яхти Игуана. Целта им е да повишат интереса за купуване на яхти, като позволят на яхтите да се движат и на суша.

## Амфибии с вериги

### Бронирани амфибии
Бронираните амфибии с вериги се използват за т.нар. амфибно нападение (п-р: нападение през брега). Не малка част от бронираните преовзни средства, които са предназначени за суша, имат и амфибни възможности. Тази функционалност е от голямо значение във военни действия, тъй като така превозните средства не зависят от наличието или липсата на мостове. Те могат без проблем да прекосяват реки и водни препятствия, когато е необходимо, което може да се окаже значително стратегическо предимство.

### Танкове – амфибии
Първите регистрирани опити за създаване на амфибен танк са в началото на 20 век в последните години от първата световна война. До 30-те години вече е разработен първия такъв от британската компания Вайкърс. За целта танкът трябвало да е леко брониран. Британската армия разработва модела Vickers-Carden-Loyd Light Amphibious Tank, но така и не го използва във военни действия. Междувременно Съветският съюз започва преговори с компанията за внасяне на танкове, които обаче се провалят. Впоследствие СССР разработват техен собствен дизайн PZInż 130, но след това се отказват от идеята.
През Втората световна война, Великобритания продължава разработването на амфибни танкове. Амфибията Crusader използва 2 понтона, които могат да се закачват и откачват, докато веригите движат танка във водата. Още няколко танка биват превърнати в амфибии чрез добавянето на перки, гумирани платна и понтони. Някои от танковете, които биват превърнати в амфибии са Valentine, M4 Sherman, Sherman DD,
Междувременно Съветският съюз произвежда амфибните танкове Т-37, Т-38 и Т-40. Някои леки танкове като PT-76 са амфибии, тъй като успешно използват веригите си за да се движат във вода.
През 1969 година американската армия създава танка M551 Sheridan и го използва във войната с Виетнам. Този 17 тонов лек танк, направен от алуминиев корпус и използващ стоманено оръдие за обстрел, се движи без проблемно във вода чрез веригите си. Танкът няма нужда от никакви модификации при навлизане във водата, тъй като екипажът се издига над танка и включва предния щит, изграден от акрилно стъкло. Оказва се обаче, че танкът успешно се придвижва само по сравнително тесни реки (под 100 м), а понякога той дори се наводнява.

## Дълбоко газене
Дълбоко газене е технология при военните амфибии, при която екипажът на амфибията се изкачва на повърхността на водата чрез специално отделение, което се намира над превозното средство. Целта е екипажът на амфибията да има видимост над водата и междувременно да не се наводнява корпусът. Типичен пример за тази технология са немските танкове, които използват дълго отделение над танка, т.нар. шнорхел, който достига до 4 метра височина. Танкът Леопард 2, например, може да имплементира шнорхел, който е съставен от няколко пръстена. Той позволява бързо излизане на екипажа от корпуса на танка, което им позволява да имат видимост или просто да напуснат танка максимално бързо.
Съществуват превозни средства за пътници, които имплементират техниката дълбоко газене като например т.нар. морски трактор, при който пасажерите се намират на платформа над превозното средство. Друг интересен пример е електрическият влак Брайтън и Ротингдийн, който се движи по английския канал в периода 1896 and 1901.

## Ховъркрафт
Ховъркрафт (или „съд на въздушна възглавница“) е превозно средство или кораб, който може да се движи на въздушна възглавница с голяма скорост върху равни повърхности< като водни басейни, равнини и блата.
Въздушната възглавница работи чрез постоянно нагнетяван въздух, като при движението съдът почти не докосва повърхността, върху която се движи. Поради липсата на триене с повърхността се намалява съпротивлението на движение. В зависимост от височината на въздушната възглавница се определя през какъв терен може да премине превозното средство. В повечето случаи съдовете, имат няколко двигателя, които да нагнетяват въздух във възглавницата и да поддържат необходимото налягане. Също така функционират и няколко двигателя, които отговарят за разпределяне на въздушната струя, което води до движение на съда. За да потегли напред, например е необходимо въздушната струя да бъде насочена назад.